# Варфгейзен
Варфгейзен (нід. Warfhuizen) — село в нідерландській провінції Гронінген. Входить до муніципалітету Гет-Гогеланд.
Його площа становить 0,31км², а населення станом на 2021 рік складало 205 осіб.

## Галерея

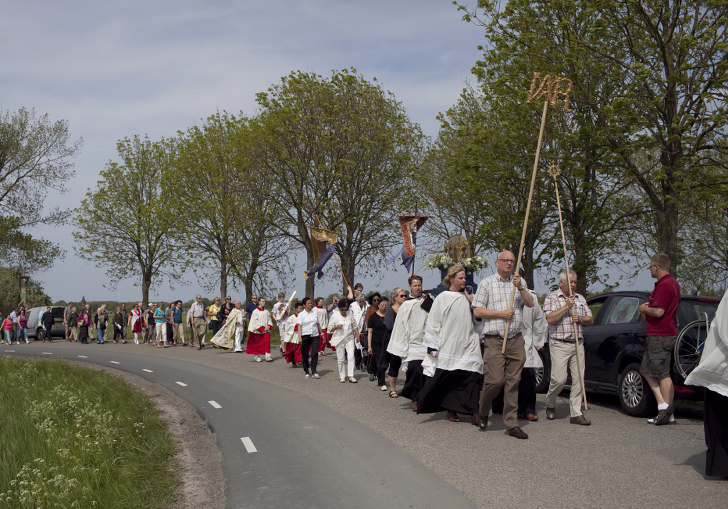
Церковна процесія
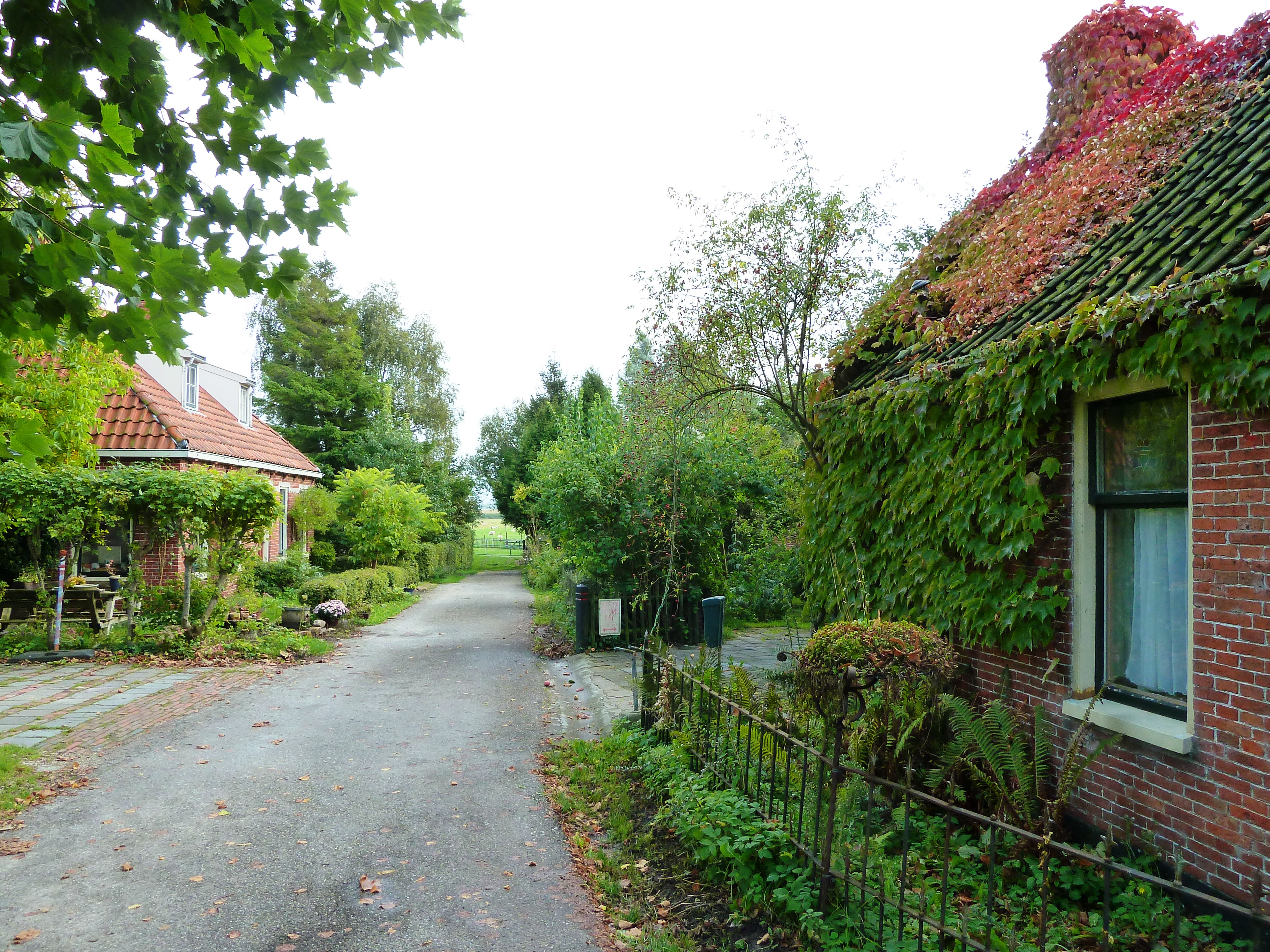
Вулиця Варфгейзена
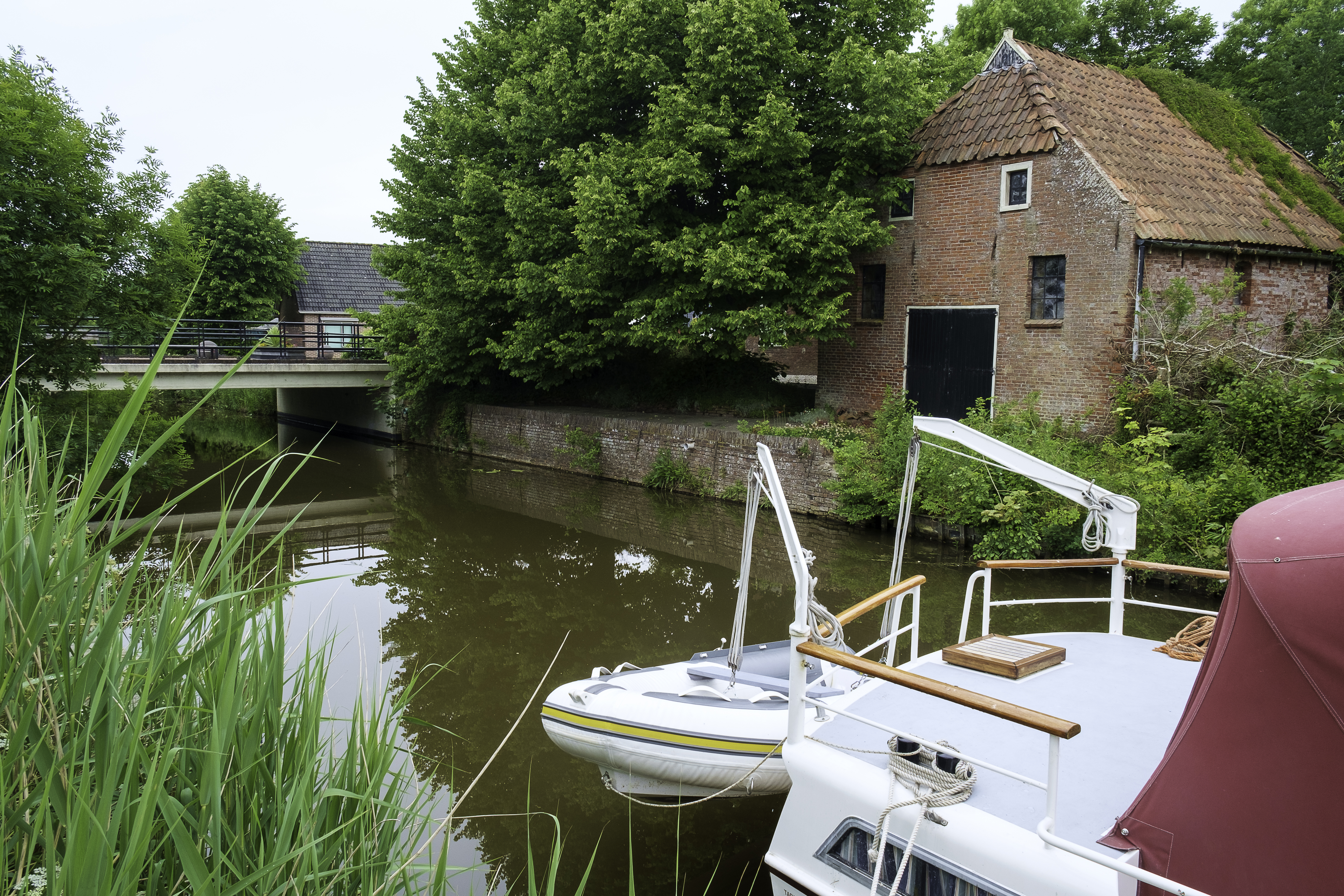
Канал у селі
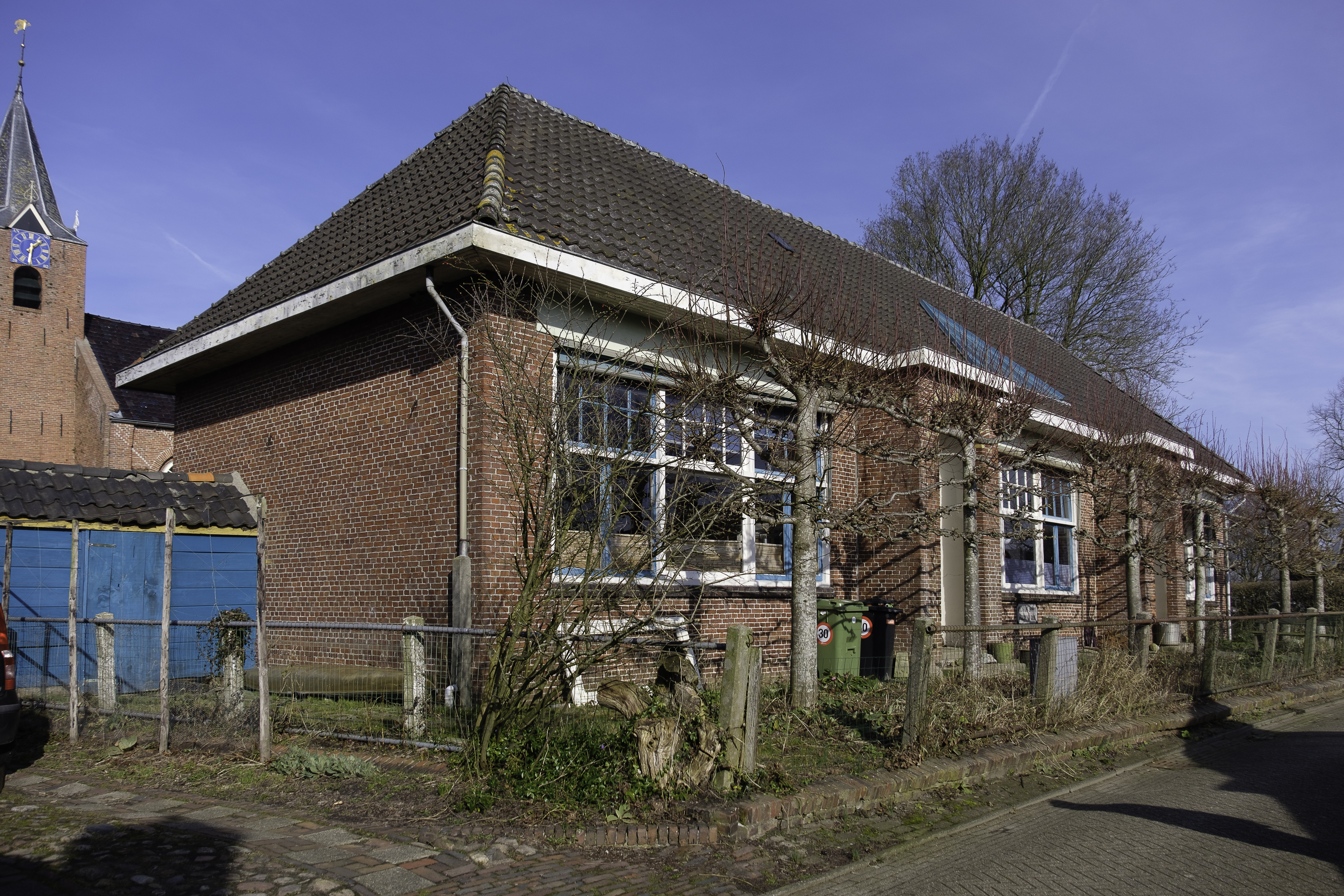
Будівля колишньої школи